# Cesare Pronti

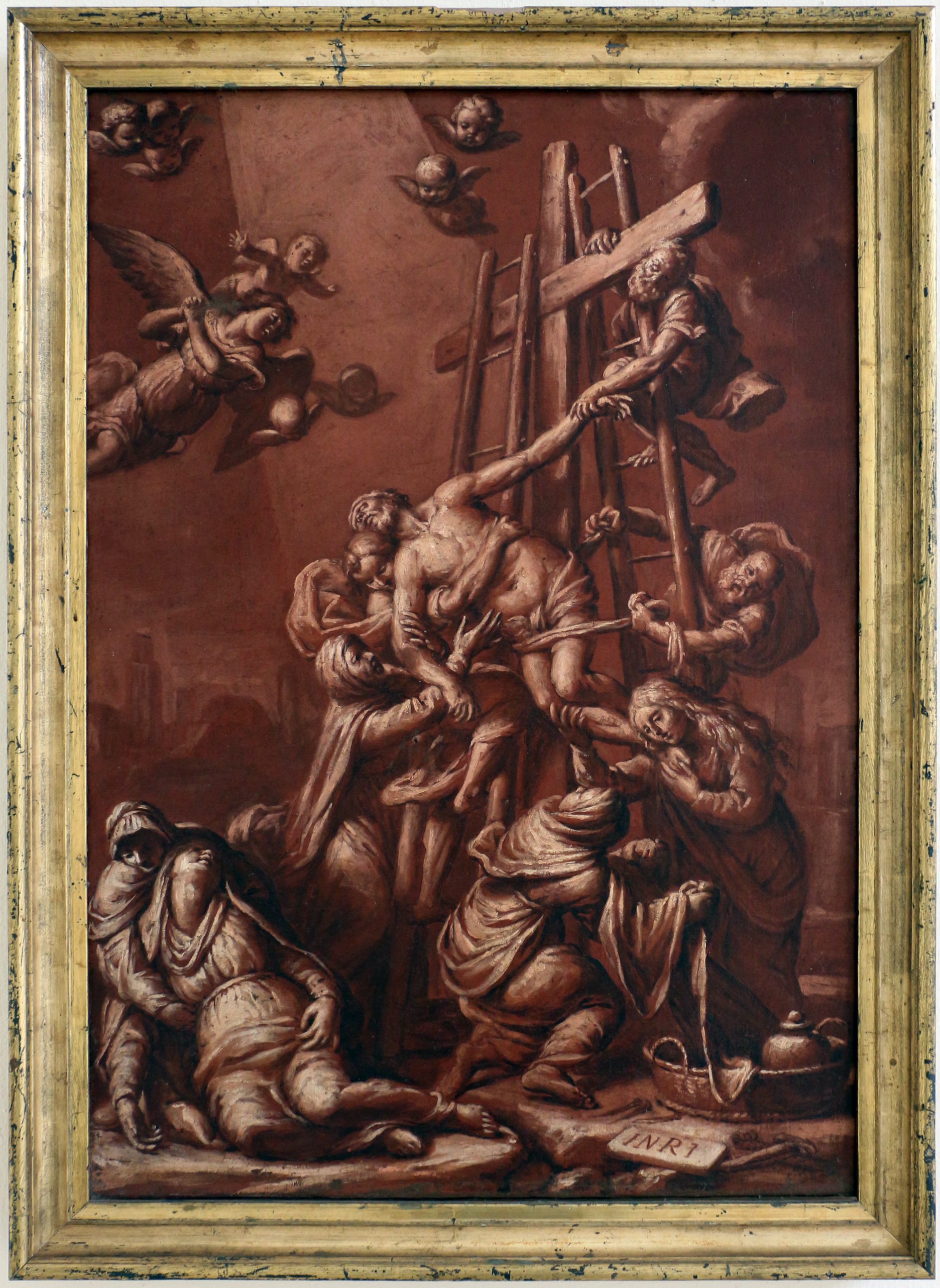
Cesare Pronti, Deposizione di Cristo dalla Croce

Cesare Pronti (ur. 30 listopada 1626 w Cattolice, zm. 22 października 1708 w Rawennie) – włoski malarz okresu baroku, tworzący głównie w rejonie Rawenny.

## Życiorys
Wychowywał się w Bolonii, gdzie ćwiczył się w malarstwie pod kierunkiem Guercina. Następnie pomagał w tworzeniu ozdobnej kwadratury w bolońskiej Villi Albizzi – pracował tam z Carlo Cignani. Kolejnym etapem były przenosiny do Rawenny, gdzie związał się z rodziną Rasponi. W ich Palazzo di San Giacomo pracował nad kwadraturą, ukazującą alegoryczne wyobrażenia czterech kontynentów. Pomagał także w dekorowaniu fruwającymi puttami dawnego kościoła San Romualdo, a obecnie siedziby raweńskiej Biblioteca Classense.
Został mnichem augustiańskim i od tego momentu dekorował głównie ołtarze w siedzibach swojego bractwa.

## Przydomki
Przydomki jakimi się posługiwał to m.in.:
- Cesare Baciocchi
- Cesare da Ravenna Padre
- Cesare Bacciocchi
- Fra Cesare Bacciocchi[3]